# أسوراز راث
أسوراز راث (بالإنجليزية: Asura's Wrath)، هي لعبة أكشن طورتها سيبر كونيكت 2، ونشرتها كابكوم لمنصتي بلاي ستيشن 3 وإكس بوكس 360. كشف النقاب عنها في معرض طوكيو للألعاب عام 2010، وصدرت عالميا في 21 فبراير 2012، وهي لعبة مبنية على أساطير هندوسية وبوذية.

## القصة
بطل اللعبة "أسورا"، وهو واحد من ثمانية جنرالات حراس، كائنات تقنية إلهية تخوض حربًا أبدية مع غوهما وخالقهم فليترا، الروح المعادية لكوكبهم غايا حيث يعيش البشر ويعبدونهم، مما يمكّنهم وقلعة كارما الخاصة بهم من طاقة تسمى "مانترا". تم طرد فليترا مؤقتًا، لكن زعيم الجارديان العام ديوس يشعر بالقلق بشأن عودتها. سعيًا للحصول على قوة أكبر لمحاربة غوهما وتحقيق الخلود الحقيقي، يخطط الجنرالات الحراس السبعة بما في ذلك ياشا صهر أسورا لاستخدام ابنة كاهنته ميثرا لتوجيه كميات هائلة من المانترا. لضمان عدم التدخل في خططهم، قتلوا دورجا زوجة أسورا، واتهموا أسورا بوفاة إمبراطورهم، ثم قتل ديوس، زعيم الجارديان العام، أسورا عندما حاول إنقاذ ميثرا. بتشجيع من العنكبوت الذهبي، يهرب أسورا إلى العالم الحي بعد 12000 عام، ليجد أن الجنرالات الحراس قد أطلقوا على أنفسهم الآن اسم الآلهة السبعة ويذبحون البشر لجمع التعويذة بسرعة. انتقامًا من الآلهة السبعة، يلاحق أسورا كل واحد منهم ويقتلهم، مستخدمًا غضبه للتغلب على الموت عدة مرات. غضب أسورا يستهلكه في النهاية، ويحوله إلى شيطان طائش. عندما تحاول أولغا، الرجل الثاني في قيادة ديوس حيث تم استخدام قلعة كارما لقتل شكل أسورا الغاضب، ينشق ياشا لأنه يرى أن هذا إساءة استخدام لحياة البشر ومعاناة ميثرا. بعد تعطيل قلعة كارما، أعاد ياشا أسورا لنفسه، واتحد الاثنان لقتل ديوس وتحرير ميثرا. يستيقظ فليترا عندما يحققون ذلك، ومع توجيه ميثرا للمانترا المخزنة إليهم، نجح أسورا وياشا في تدمير قلب فليترا، مما أدى إلى تدمير غوهما إلى الأبد. تحاول أولغا الغاضبة قتل ميثرا، لكن يظهر العنكبوت الذهبي ويقتلها ويختطف ميثرا. إنه يكشف عن هويته الحقيقية باعتباره تشاكرافارتين، خالق الكون الذي أقام الصراع للعثور على إله يستحق أن يحكم جايا. يضحي ياشا بنفسه لتمكين أسورا باستخدام مفاعل مانترا في قلعة كارما، مما يسمح له بتوجيه كميات هائلة من المانترا. ثم يقاتل أسورا ويقتل شاكرافارتين. هذا يزيل المانترا من الكون، الأمر الذي سيقتل أسورا لأنه يتغذى بالمانترا. تبدد غضبه، وودع أسورا ميثرا عندما اختفى وعاد إلى جايا. يُظهر المشهد الأخير ميثرا وهو يروي قصة أسورا للبشر، مع خاتمة تجري بعد ملايين السنين في مجتمع العصر الحديث حيث تجسد أسورا وعائلته والآلهة السبعة كبشر، حتى ظهر نيزك عملاق في السماء. تحطمت في المدينة، مما دفع أسورا المتجسد للقتال مرة أخرى.